# Финн, Владимир Васильевич
Владимир Васильевич (настоящее отчество — Вильгельмович) Финн (1 мая 1878, Киев Киевская губерния Российская империя — 13 октября 1957, Житомир УССР СССР) — русский, советский и украинский ботаник и эмбриолог.

## Биография
Родился Владимир Финн 1 мая 1878 года в Киеве. В конце 1890-х годов поступил в Университет Святого Владимира, который он окончил в 1903 году и остался там же, где проработал целых 37 лет, при этом с 1927 года он занимал должность профессора. Одновременно с этим с 1922 по 1930 год Владимир Васильевич работал в Киевском сельскохозяйственном институте. В 1941 году в связи с началом ВОВ вынужден был переехать в Житомир, но в связи с войной 3 года оставался без работы и наконец в связи с прекращениями боевых действий в Житомире в 1944 году устраивается в Житомирский сельскохозяйственный институт в качестве профессора и проработал 7 лет. С 1951 года — на пенсии.
Скончался Владимир Финн 13 октября 1957 года в Житомире.

## Научные работы
Основные научные работы посвящены разработке различных вопросов сравнительной эмбриологии цветковых растений.
- 1912 — Впервые установил на ваточнике, что мужские гаметы покрытосеменных растений (спермии) являются клетками с ядром и плазмой, а не голыми ядрами, как считалось до этого.
- 1925 — Опубликовал исследование на английском языке.
- 1928 — Опубликовал исследование на русском языке.
- Изучал флору ряда районов Украины, Крыма, Кавказа, Средней России, Польши и Прибалтики.
- Подтвердил открытие исследованием 250 видов, принадлежащих к 70 семействам.
- Проводил карио- и тератологические исследования строения цветка сахарной свёклы, полученной в результате инцухта.

## Память
- Воспоминания о Владимире Вильгельмовиче Финне.— Ботанический журнал., 1958, 43, № 9, с. 1353—1356.